# Guillermo I de Hesse
Guillermo I de Hesse (en alemán: Wilhelm) (4 de julio de 1466-Castillo de Spangenberg, Kassel, 8 de febrero de 1515) fue el landgrave de Hesse (Bajo Hesse) desde 1471 hasta 1493.

## Vida
Sus padres fueron Luis el Franco (1438–1471) y Mectilde, hija del conde Luis I de Wurtemberg-Urach.

### Matrimonio e hijos
El 17 de febrero de 1488 en Münden, se casó con Ana de Brunswick-Wolfenbüttel (ca. 1460 - Worms, 16 de mayo de 1520), hija de Guillermo IV de Brunswick-Luneburgo e Isabel, condesa de Stolberg, con quien tuvo cinco hijas:
- Matilde, n. en 1489 pero m. joven.
- Matilde (n. 1490; m. 6 de mayo de 1558), casada en Korbach el 19 de mayo de 1527 con Conrado, conde de Tecklenburg (n. 1493; m. 16 de agosto de 1557).
- Ana (n. 1491; m. 1513), monja.
- Catalina (m. 1525), casada en 1511 con Adán, conde de Beichlingen (fall. en Krayenberg el 14 de julio de 1538).
- Isabel (10 de septiembre de 1503 - Lauingen 4 de enero de 1563), casada primero en Meisenheim el 16 de octubre de 1525 con Luis II, conde palatino de Zweibrücken (n. 1502; m. 1532), más tarde se casó el 9 de enero de 1541 con Jorge, conde palatino de Simmern (1518-1569).

Después de una peregrinación a Tierra Santa en 1491 donde fue armado caballero del Santo Sepulcro, probablemente contrajo la sífilis. Abdicó en favor de su hermano Guillermo II el 3 de junio de 1493, y pasó su vida en Spangenberg.